# Unità di formato
L’unità di formato è la più piccola divisione presente in una scala graduata.
Comunemente, quando ci si riferisce alla più piccola divisione della scala di uno strumento, si parla di risoluzione; ma in campo metrologico il concetto di risoluzione è più complesso, e non dipende solamente dalle caratteristiche costruttive della scala graduata, ma anche da altre condizioni di contorno della misura.

## Scale analogiche
Le più comuni scale analogiche si presentano come una successione di tacche equidistanziate (chiamate tratti), la distanza (espressa in unità ingegneristica) tra due tratti adiacenti costituisce l'unità di formato della scala.
Esempio: un manometro analogico avente campo di misura di 10 bar e una scala lineare con 21 tratti, ha un'unità di formato di 0,5 bar.

## Scale digitali
Le più comuni scale digitali sono visualizzate su indicatori, e si presentano come valori numerici dotati di un numero fisso di cifre (chiamati anche digit). Il valore ha un formato decimale e la cifra meno significativa visualizzata costituisce l'unità di formato dello strumento.
Esempio: un voltmetro digitale avente campo di misura di 100 V e una scala a 4 digit, presenterà un'indicazione del tipo " 098,7 " V; pertanto un'unità di formato di 0,1 V.
Bisogna però fare attenzione ad alcune particolarità di cui non ci si può accorgere immediatamente:
1. il valore della scala potrebbe non essere decimale (esempio negli strumenti destinati a misurare angoli), in tal caso bisogna ricordarsi di esprimere l'unità di formato nella corretta unità ingegneristica (es. primi di grado invece che centesimi di grado);
2. la cifra meno significativa potrebbe variare a step di 2 o 5 decimali per volta, in tal caso l'unità di formato sarà conseguentemente più alta (riprendendo l'esempio del voltmetro si avrebbe un'unità di formato di 0,2 e 0,5 V).

Un caso particolare è quello della strumentazione multiscala, piuttosto comune con la diffusione della strumentazione a tecnologia digitale. Questa strumentazione può essere regolata per diversi campi di misura mantenendo inalterati i digit disponibili; inoltre spesso dispongono di un sistema di "autoscale" che gli permette automaticamente di variare il campo di misura, in modo da scegliere quello più adatto al valore del misurando. Per queste caratteristiche il valore assoluto dell'unità di scala varia a seconda del fondo scala usato nel momento.
In questi casi spesso l'unità di formato dello strumento viene definito come numero di digit disponibili alla visualizzazione (strumenti a 3 digit, 4 digit, ecc…). Per una chiara comprensione delle condizioni di misura è però necessario controllare il campo di misura realmente utilizzato sullo strumento. Esempio: un multimetro a 4 digit è uno strumento che può visualizzare valori tra "0000" e "9999", che, se utilizzato con un campo di misura di 1000 V, presenta unità di formato di 1 V; mentre, con un campo di misura di 10 V, presenta un'unità di formato da 0,01 V.

## Altre scale
In alcune scale è estremamente difficile esprimere semplicemente l'unità di formato, in quanto non sono lineari (esempio strumenti con scale quadratiche, logaritmiche o espanse).